# Венская народная опера

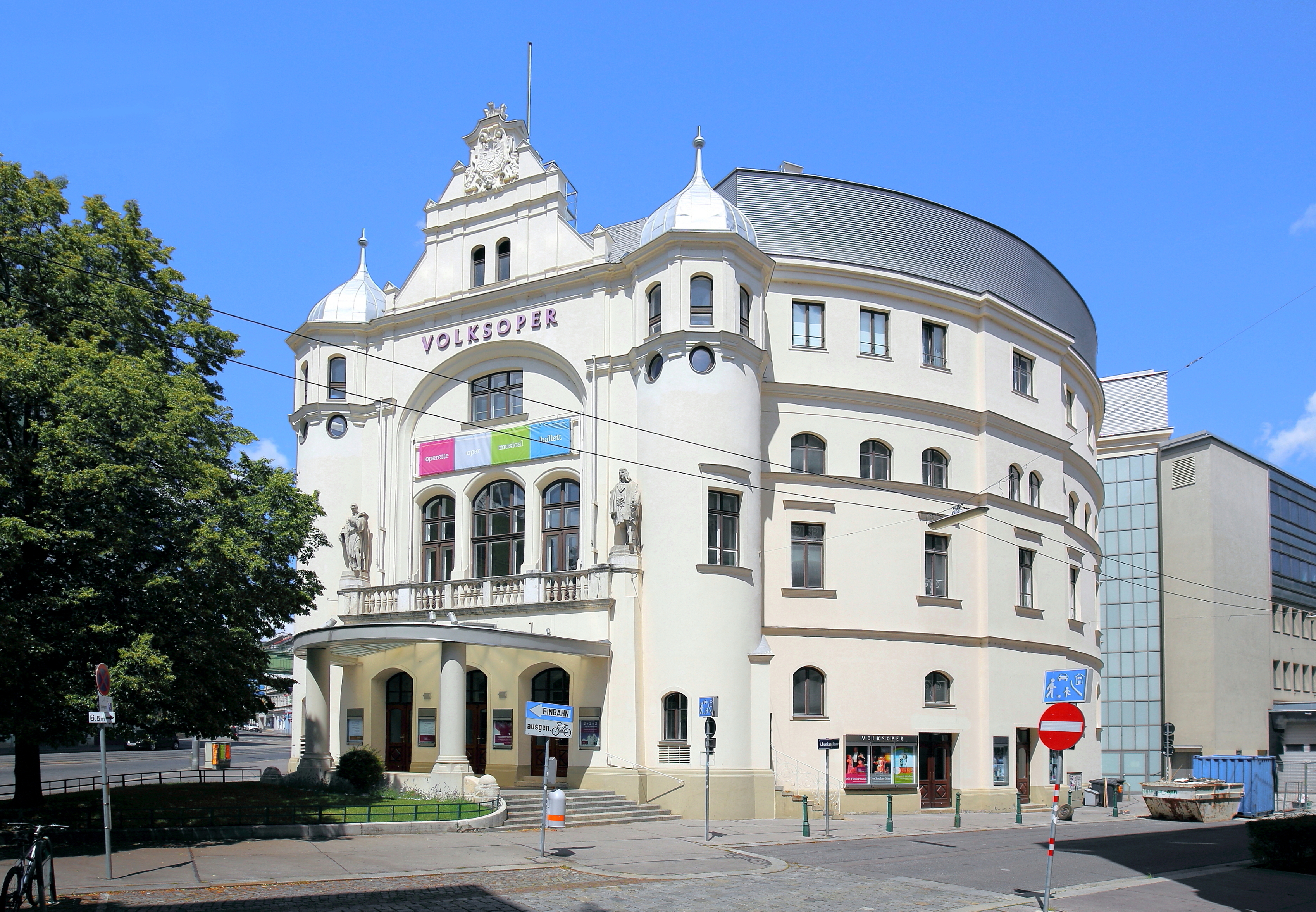

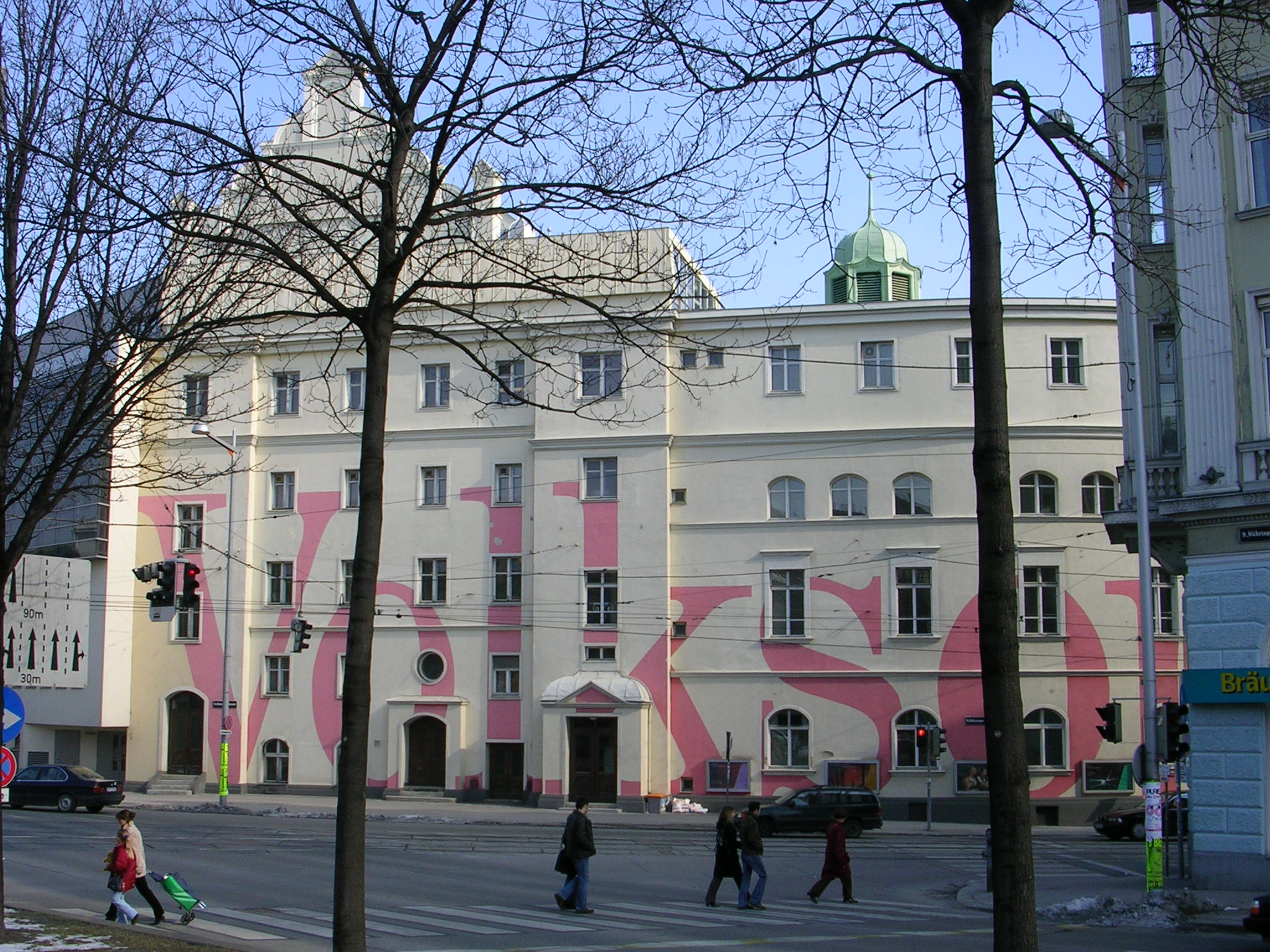

Венская народная опера, также Фо́льксопер (нем. Volksoper Wien) — второй после Венской оперы оперный театр в Вене. За сезон с сентября по июль театр даёт около трёхсот представлений. Рассчитан на 1473 места, дополнительно может вместить 102 зрителя на стоячих местах. Репертуар Фольксопер традиционно связывался с опереттой и оперой на немецком языке. Ныне на его сцене ставятся оперы, оперетты, зингшпили, мюзиклы и балеты.

## История
Театр построен в 1898 году. Первоначально Фольксопер получила название Городской театр юбилея императора (нем. Kaiser-Jubiläums-Stadttheater) в честь 50-летнего юбилея правления императора Франца Иосифа I и предназначался только для постановки пьес, но в 1903 году на сцене начали ставить оперы и оперетты.
В 1906 году первым капельмейстером стал дирижёр Александр Цемлинский. Первые постановки «Тоски» и «Саломеи» состоялись в 1907 и 1910 гг. соответственно. Здесь выступали всемирно известные оперные исполнители Мария Ерица и Рихард Таубер. В годы Первой мировой войны Фольксопер стала вторым по популярности оперным театром Вены, но в 1929 году сменила репертуар, отдав предпочтение водевилям. После Второй мировой войны театр превратился в дополнительную сцену для постановок Венской государственной оперы, разрушенной в ходе военных действий. В 1955 году Венская народная опера вернула себе первоначальную роль и вновь занялась постановками опер, оперетт и мюзиклов. В 1983 году состоялись гастроли Фольксопер в СССР. В Москве спектакли проходили в помещении Театра им. К. С. Станиславского и Вл. И. Немировича-Данченко В программе были оперетты И. Штрауса «Летучая мышь», Ф. Легара «Веселая вдова», И. Кальмана «Королева чардаша» («Сильва»), а также гала-концерт. Директор театра (с сентября 2007) Роберт Мейер, художественный руководитель — Дитмар Штрассер, главного дирижёра (по состоянию на апрель 2016) нет.
Важнейшей чертой патриотической политики театра на протяжении десятилетий было исполнение музыкально-театральных сочинений на немецком языке, иноязычных — в немецком переводе (отсюда название Volksoper, букв. — народная опера). В XXI веке постепенно вводится практика исполнения иноязычных сочинений — особенно американских мюзиклов — на языке оригинала, причём зачастую разговорные диалоги на немецком чередуются с английским в вокальных партиях.